# Ligne Seibu Yamaguchi
Ne doit pas être confondu avec Ligne Yamaguchi.
La ligne Seibu Yamaguchi (西武山口線, Seibu Yamaguchi-sen) est une ligne de métro léger de la compagnie privée Seibu au Japon. Elle relie la gare de Tamako à Higashimurayama, préfecture de Tokyo à celle de Seibu-Kyūjō-mae à Tokorozawa, préfecture de Saitama.
Sur les cartes, la ligne Seibu Sayama est de couleur rouge et les stations sont identifiées par les lettres SY suivies d'un numéro.

## Histoire
Le 13 mars 2021, les stations Seibu-Yūenchi et Yūenchi-Nishi sont renommées respectivement Tamako et Seibuen-yūenchi.

## Stations
La ligne comporte 3 stations, identifiées SY01 à SY03.
| Numéro | Station         | Nom japonais     | Distance (km) | Correspondances | Localisation    | Localisation          |
| ------ | --------------- | ---------------- | ------------- | --------------- | --------------- | --------------------- |
| SY01   | Tamako          | 多摩湖           | 0             | Seibu : Tamako  | Higashimurayama | Tokyo                 |
| SY02   | Seibuen-yūenchi | 西武園ゆうえんち | 0,3           |                 | Tokorozawa      | Préfecture de Saitama |
| SY03   | Seibu-Kyūjō-mae | 西武球場前       | 2,8           | Seibu : Sayama  | Tokorozawa      | Préfecture de Saitama |

## Matériel roulant
La ligne est parcourue par 3 rames Seibu série 8500 de 4 voitures à conduite manuelle, surnommées Leo Liner en référence à la mascotte des Saitama Seibu Lions inspirée du Roi Léo.